# Панчехин, Николай Дмитриевич
Николай Дмитриевич Панчехин (6 апреля 1901 — 24 октября 1975) — советский и российский певец (баритон-бас). Заслуженный артист РСФСР. Солист Музыкального театра имени Станиславского и Немировича-Данченко.

## Биография
Николай Панчехин родился 6 апреля 1901 году. Музыкальным способностям и грамоте Николай Дмитриевич обучался в Чите и Владивостоке.
С 1924 по 1926 годы работал артистом в Театре-студии имени Шаляпина. С 1926 по 1928 годы трудился вокалистом Оперной студии-театра. С 1928 по 1941 годы работал солистом Оперного театра имени Станиславского в Москве.
С 1941 по 1959 годы трудился солистом Московского музыкального театра имени Станиславского и Немировича-Данченко. В 1941 году был удостоен почётного звания Заслуженный артист РСФСР.
Панчехин обладал голосом суховатого тембра, ровно звучавшим во всех регистрах, высокой сценической культурой. Его лучшими партиями считаются: Суворов (о. п. Василенко, 1942 год, первый исполнитель), Борис Годунов. Артист отличался глубокой внутренней эмоциональностью и высоким мастерство внешнего рисунка.
В 1944 году снялся в фильме-опере «Черевички» режиссёров Надежы Кошеверовой и Михаила Шапиро. Исполнил роль Головы.
Проживал в Москве. Умер 24 октября 1975 года. Похоронен на Николо-Архангельском кладбище.

## Роли и оперные партии
- Суворов — одноименная опера С. Василенко, первый исполнитель;
- Борис Годунов — «Борис Годунов» М. Мусоргского;
- Николай Болконский — «Война и мир» С. Прокофьева;
- Ткаченко — «Семён Котко» С. Прокофьева;
- Писарь — «Майская ночь» Н. Римского-Корсакова;
- Сальери — «Моцарт и Сальери» Римского-Корсакова;
- Дон Паскуале — одноименная опера Г. Доницетти;
- Дон Базилио — «Севильский цирюльник» Дж. Россинию

## Награды и звания
- «Заслуженный артист РСФСР» (1941 год).